# プンタ・カナ国際空港
プンタ・カナ国際空港（プンタ・カナこくさいくうこう）は、ドミニカ共和国のプンタ・カナにある国際空港。リゾート地帯の開発業者によって建設、運営されている純粋な民間空港である。プンタ・カナはカリブ海有数の観光地であり、空港の旅客数は国内最大である。
ターミナルは先住民の建築様式を真似ており、空調のないオープンエア構造である。屋根はヤシの枝葉で葺かれている。

## 就航路線
- マイアミ、アトランタ、ニューヨーク/JFK、ニューアーク、シカゴ/オヘア、フォートローダーデール、シャーロット、ミネアポリス
- トロント、モントリオール、ケベックシティ
- パリ/シャルルドゴール、パリ/オルリー
- マドリッド
- ロンドン/ガトウィック
- モスクワ
- ボゴタ
- リマ
- パナマシティ